# Missouri Valley Conference
La Missouri Valley Conference (español: Conferencia del Valle del Missouri), llamada también MVC o simplemente "The Valley", es una conferencia de la División I de la NCAA, cuyos miembros están localizados en el Medio Oeste de Estados Unidos. Está considerada una de las mejores conferencias sin programa de fútbol americano de la NCAA.
Fundada en 1907, es la segunda conferencia más antigua del país, aunque algunos consideren que realmente la MVC se formó con la escisión de la Missouri Valley Intercollegiate Athletic Association (MVIAA) en 1928, tras la cual 7 equipos llegaron a la conferencia, formando los restantes la Big Eight Conference.
La MVC no patrocina fútbol americano desde 1985, a pesar de ello 6 universidades tienen programas de este deporte compitiendo en otras conferencias.

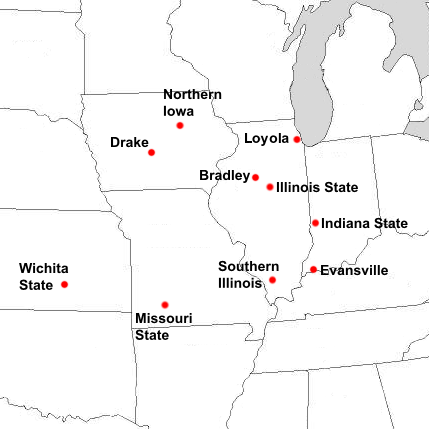
Localización de las universidades.

## Miembros

### Miembros actuales
| Logo | Institución                                | Localización         | Fundada | Tipo    | Equipo      | Año de unión |
| ---- | ------------------------------------------ | -------------------- | ------- | ------- | ----------- | ------------ |
|      | Universidad Belmont                        | Nashville, Tennessee | 1890    | Privada | Bruins      | 2022         |
|      | Universidad Bradley                        | Peoria, Illinois     | 1897    | Privada | Braves      | 1948 1955    |
|      | Universidad de Evansville                  | Evansville, Indiana  | 1854    | Privada | Purple Aces | 1994         |
|      | Universidad del Norte de Iowa              | Cedar Falls, Iowa    | 1876    | Pública | Panthers    | 1991         |
|      | Universidad del Sur de Illinois Carbondale | Carbondale, Illinois | 1869    | Pública | Salukis     | 1975         |
|      | Universidad Drake                          | Des Moines, Iowa     | 1881    | Privada | Bulldogs    | 1907 1956    |
|      | Universidad Estatal de Illinois            | Normal, Illinois     | 1857    | Pública | Redbirds    | 1981         |
|      | Universidad Estatal de Indiana             | Terre Haute, Indiana | 1865    | Pública | Sycamores   | 1977         |
|      | Universidad Estatal de Misuri              | Springfield, Misuri  | 1905    | Pública | Bears       | 1990         |
|      | Universidad Estatal de Murray              | Murray, Kentucky     | 1922    | Pública | Racers      | 2022         |
|      | Universidad de Illinois en Chicago         | Chicago, Illinois    | 1946    | Pública | Flames      | 2022         |
|      | Universidad de Valparaiso                  | Valparaíso, Indiana  | 1859    | Privada | Beacons     | 2017         |

### Miembros de salida
| Institución                   | Localización        | Tipo    | Equipo | Año de salida | Conferencia de traslado |
| ----------------------------- | ------------------- | ------- | ------ | ------------- | ----------------------- |
| Universidad Estatal de Misuri | Springfield, Misuri | Pública | Bears  | 2025          | Conference USA          |

### Miembros Asociados
| Institución                            | Localización          | Equipo    | Tipo    | Deporte                    | Conferencia Primaria    |
| -------------------------------------- | --------------------- | --------- | ------- | -------------------------- | ----------------------- |
| Universidad de Arkansas en Little Rock | Little Rock, Arkansas | Trojans   | Pública | Natación y salto femenino  | Ohio Valley Conference  |
| Universidad Estatal Ball               | Muncie, Indiana       | Cardinals | Pública | Natación y salto masculino | Mid-American Conference |
| Universidad Estatal de Bowling Green   | Bowling Green, Ohio   | Falcons   | Pública | Fútbol masculino           | Mid-American Conference |
| Universidad Miami                      | Oxford, Ohio          | RedHawks  | Pública | Natación y salto masculino | Mid-American Conference |
| Universidad del Norte de Illinois      | DeKalb, Illinois      | Huskies   | Pública | Fútbol masculino           | Mid-American Conference |
| Universidad de Míchigan Occidental     | Kalamazoo, Míchigan   | Broncos   | Pública | Fútbol masculino           | Mid-American Conference |

### Miembros asociados de salida
| Institución                       | Localización     | Tipo    | Equipo  | Deporte          | Año de salida | Conferencia de traslado |
| --------------------------------- | ---------------- | ------- | ------- | ---------------- | ------------- | ----------------------- |
| Universidad del Norte de Illinois | DeKalb, Illinois | Huskies | Pública | Fútbol masculino | 2026          | Horizon League          |

## Campeones del Torneo de Baloncesto
| Temporada | Campeón masculino | Campeón femenino                           |
| --------- | ----------------- | ------------------------------------------ |
| 1977      | Southern Illinois | Sin torneo                                 |
| 1978      | Creighton         | Sin torneo                                 |
| 1979      | Indiana State     | Sin torneo                                 |
| 1980      | Bradley           | Sin torneo                                 |
| 1981      | Creighton         | Sin torneo                                 |
| 1982      | Tulsa             | Sin torneo                                 |
| 1983      | Illinois State    | Illinois State                             |
| 1984      | Tulsa             | Sin torneo                                 |
| 1985      | Wichita State     | Sin torneo                                 |
| 1986      | Tulsa             | Sin torneo                                 |
| 1987      | Wichita State     | Southern Illinois                          |
| 1988      | Bradley           | Eastern Illinois                           |
| 1989      | Creighton         | Illinois State                             |
| 1990      | Illinois State    | Southern Illinois                          |
| 1991      | Creighton         | Missouri State                             |
| 1992      | Missouri State    | Missouri State                             |
| 1993      | Southern Illinois | Missouri State                             |
| 1994      | Southern Illinois | Missouri State                             |
| 1995      | Southern Illinois | Drake                                      |
| 1996      | Tulsa             | Missouri State                             |
| 1997      | Illinois State    | Drake                                      |
| 1998      | Illinois State    | Drake                                      |
| 1999      | Creighton         | Evansville                                 |
| 2000      | Creighton         | Drake                                      |
| 2001      | Indiana State     | Missouri State                             |
| 2002      | Creighton         | Creighton                                  |
| 2003      | Creighton         | Missouri State                             |
| 2004      | Northern Iowa     | Missouri State                             |
| 2005      | Creighton         | Illinois State                             |
| 2006      | Southern Illinois | Missouri State                             |
| 2007      | Creighton         | Drake                                      |
| 2008      | Drake             | Illinois State                             |
| 2009      | Northern Iowa     | Evansville                                 |
| 2010      | Northern Iowa     | Northern Iowa                              |
| 2011      | Indiana State     | Northern Iowa                              |
| 2012      | Creighton         | Creighton                                  |
| 2013      | Creighton         | Wichita State                              |
| 2014      | Wichita State     | Wichita State                              |
| 2015      | Northern Iowa     | Wichita State                              |
| 2016      | Northern Iowa     | Missouri State                             |
| 2017      | Wichita State     | Drake                                      |
| 2018      | Loyola Chicago    | Drake                                      |
| 2019      | Bradley           | Missouri State                             |
| 2020      | Bradley           | Cancelado debido a la pandemia de COVID-19 |
| 2021      | Loyola Chicago    | Bradley                                    |
| 2022      | Loyola Chicago    | Illinois State                             |